# Маний Манилий
Маний Манилий (на латински: Manius Manilius) e политик, генерал и юрист на Римската република през 2 век пр.н.е.

## Биография
През 155 пр.н.е. е претор и управител на провинция Далечна Испания (Hispania ulterior), където води безуспешни походи против лузитаните. През 149 пр.н.е. той пръв от фамилията си (homo novus) е избран за консул. Колега му e Луций Марций Цензорин (консул 149 пр.н.е.). Третата пуническа война започва с обсаждане на картагенците. Той командва земните войски, а колегата му командва флотата. Войната победоносно завършва през 148 пр.н.е. следващият консул, приятелят му Сципион Емилиан.
По-успешен е като юрист и оратор. Цицерон го споменава през 129 пр.н.е. като участник в разговорите в Dialog De re publica.
Произлиза от бедна фамилия и помага на гражданите в техните дейности особено в търговията. Изработил е сборник от формуляри, които понякога са цитирани от Цицерон, Варон и Брут.